# Rhonelle

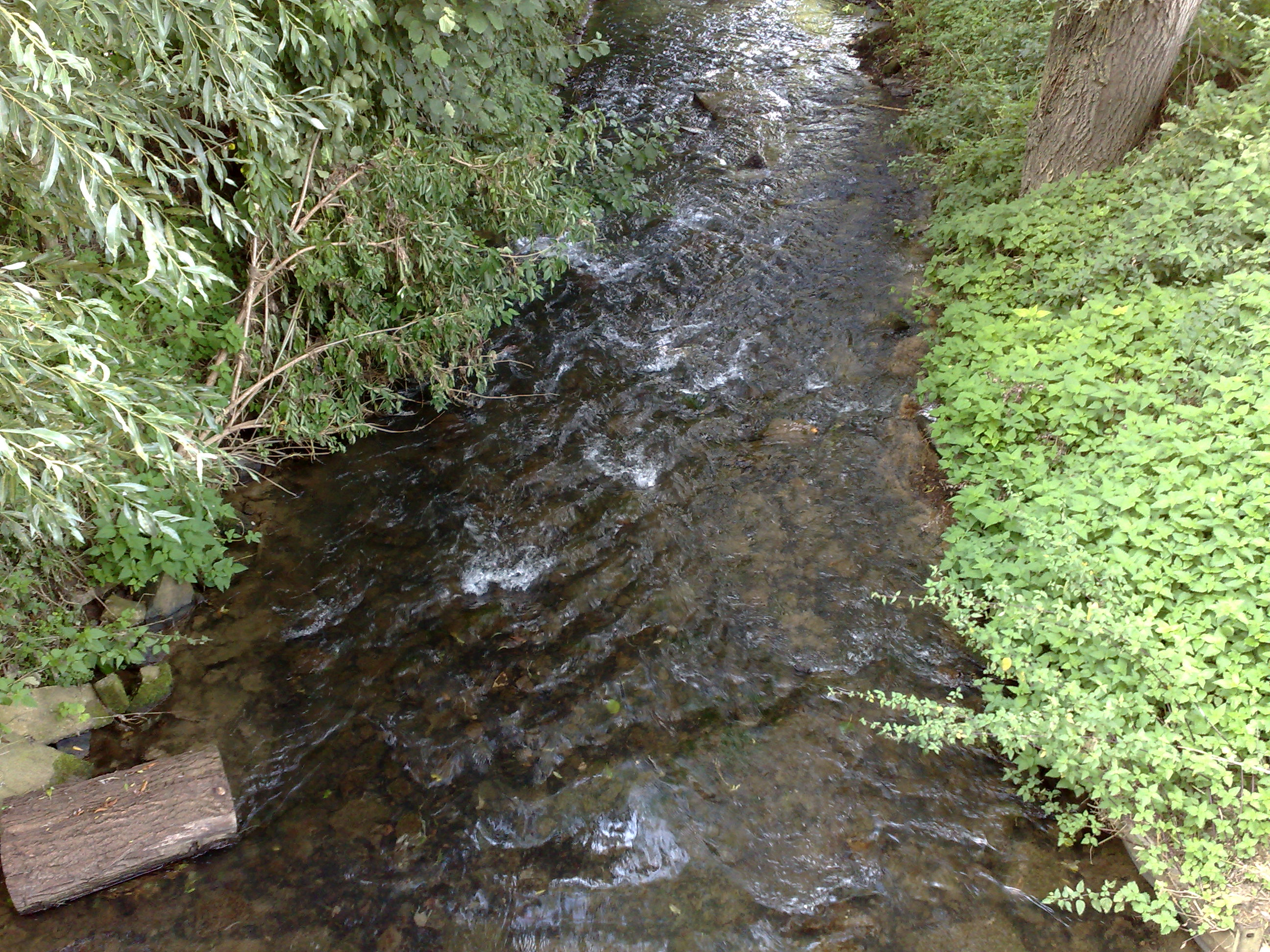
De Rhonelle

De Rhonelle is een rivier van het Scheldebekken in Frankrijk, die evenals de Écaillon ontspringt in het bos van Mormal en in de Schelde (rechteroever) uitmondt te Valenciennes, na een loop van 30 km.